# Smalsporig kruidenkelkje
Het Smalsporig kruidenkelkje (Allophylaria nana) is een schimmel behorend tot de familie Pezizellaceae. Het leeft saprotroof op stengels van kruidachtige planten.

## Verspreiding
In Nederland komt het uiterst zeldzaam voor.